# Pacific Air Lines
Pacific Air Lines (с англ. — «Тихоокеанские воздушные линии») — ныне упразднённая американская региональная авиакомпания. Была основана с использованием капиталов инвесторов из киноиндустрии Голливуда и начала выполнять полёты в середине 1940-х годов под первоначальным названием Southwest Airways (с англ. — «Юго-западные воздушные трассы»). Работала на западном побережье США, преимущественно в Калифорнии, связывая небольшие города с более крупными, включая Лос-Анджелес и Сан-Франциско. Впоследствии вышла на маршруты в Портленд (Орегон), Лас-Вегас и Рино (Невада). В истории авиации отметилась внедрением инновационных технологий, направленных на повышение безопасности полётов, а также различными способами снижения затрат.

## Эпоха Southwest Airways
В 1939 году началась Вторая мировая война, а уже в 1940 году пала Франция, в результате чего против нацистской Германии фактически сражалась только Великобритания. США оказывали военную помощь, однако к собственно вступлению в войну ещё не были готовы. К тому же война обещала быть затяжной, а потому требовала значительных ресурсов, причём не только материальных, но и людских. В это время проявилась не готовность американских ВВС к данной войне, так как на всю страну было всего два учебных аэродрома для подготовки военных лётчиков, причём оба находились в Сан-Антонио (Техас). Генерал ВВС Генри Харли Арнолд попросил гражданских операторов помочь с начальной подготовкой будущих военных пилотов.
Среди тех, кого заинтересовала данная просьба, были Лиланд Хейворд и Джон Ховард «Джек» Коннелли (англ. John Howard «Jack» Connelly). Хейворд на тот момент уже являлся известным бродвейским и голливудским агентом и продюсером, но кроме этого он был пилотом-любителем и входил в совет директоров авиакомпании Transcontinental and Western Airlines (TWA). Джон Коннелли в прошлом был лётчиком-испытателем, продавцом самолётов, а также пилотом-инструктором Совета по гражданской аэронавтике. Таким образом, они оба хорошо знали авиацию и авиационный бизнес, когда в 1940 году приобрели лётную школу при аэродроме Скай-Харбор в Финиксе (штат Аризона). Однако в то время данный аэродром был ещё недостаточно большим, более обширные поля находились в прилегающем городе Глендейле. Хейворд и Коннелли подключили к делу фотографа и пилота-любителя Джона Суопа, а 2 сентября 1941 года организовали компанию с названием Southwest Airways и приобрели участки земли.
В общей сложности были созданы три аэродрома: Тандербёрд № 1, Тандербёрд № 2 и Фэлкон. На строительство инфраструктуры были вложены финансы таких знаменитостей, как Генри Фонда, Джанет Гейнор, Джимми Стюарт, Кэри Грант, Роберт Тейлор и Хоги Кармайкл. Уже через три месяца строительство сооружений было завершено, и авиашкола приняла первых курсантов. В 1942 году Уильям Уэллман снял на данном аэродроме некоторые сцены для своего фильма «Громовые птицы». К концу войны Southwest Airways с её четырьмя аэродромами была крупнейшей авиашколой в стране, подготовив в общей сложности 20 тысяч пилотов для почти 30 стран, включая Великобританию и Китай.
Однако перед самым окончанием военных действий, когда количества обученных лётчиков оказалось более, чем достаточно, авиашкола в Глендейле, как и многие другие в стране, оказалась лишней и была закрыта. Руководство компании приняло решение выйти на рынок гражданских перевозок и переместить штаб-квартиру в Сан-Франциско. Для этого удалось привлечь 2 миллиона долларов от инвесторов, включая Джимми Стюарта и Дэррила Занука, а 22 мая 1946 года Совет по гражданской авиации (CAB) выдал авиашколе сертификат на выполнение пассажирских перевозок. 2 декабря того же года Southwest Airways начала выполнять полёты по маршруту «Сан-Франциско — Лос-Анджелес» с различными остановками в пути; позже авиакомпания стала совершать рейсы и в Орегон. Во флоте использовались переоборудованные в гражданские бывшие военные Douglas C-47 Skytrain самолёты, которых было много, а потому они стоили относительно недорого.
Лиланд Хейворд и Джек Коннелли, которые были единственными владельцами Southwest Airways, стремились снизить расходы: пассажиры брали еду с собой, так как на борту не кормили. Пилотов обучали выполнению различных наземных операций, включая даже заправку топливом, что позволяло отказаться от оплаты услуг персонала в аэропортах. Фактически уже к 1948 году Southwest Airways заложила основы методики экономии расходов, которые позже возьмут «на вооружение» будущие лоукостеры, в том числе, появившаяся в 1949 году Pacific Southwest Airlines (PSA). Кроме того, для экономии сокращалось время наземного обслуживания: на самолётах был бортовой трап. Не ожидая подвода аэродромного трапа, персонал выполнял погрузку и разгрузку багажа и пассажиров при одном работающем двигателе, что позволяло запустить второй самим экипажем. Благодаря этому иногда от остановки самолёта до его повторного следования к полосе проходило всего 90 секунд, если только не требовалась дозаправка, которая занимала 6 минут. Уже в 1953 году самолёты DC-3 могли долететь от Лос-Анджелеса до Сан-Франциско всего за 3 часа 45 минут при наличии 8 промежуточных остановок.
Авиакомпания активно занималась вопросами повышения безопасности полётов. В декабре 1947 года DC-3 компании Southwest выполнил рейс в прибрежную Аркейту, в ходе которого впервые в мире совершил посадку вслепую, используя сигналы от курсо-глиссадной системы, радиомаяков и прочих систем наведения на ВПП. В следующем году таких посадок было выполнено уже 1200, преимущественно в часто затянутую туманами Аркейту. В 1948 году флот насчитывал уже 10 самолётов DC-3, которые выполняли полёты в 24 аэропорта (обслуживали 33 города) Калифорнии и Орегона. В то время это была вторая по величине местная (региональная) авиакомпания в стране. В конце 1952 года флот Southwest Airways пополнился 8-ю поршневыми самолётами Martin 2-0-2, которые по сравнению с DC-3 перевозили больше пассажиров и с более высокими скоростями. В середине 1950-х годов авиакомпания в своих рекламах утверждала, что обслуживает больше калифорнийских городов, нежели любая другая региональная авиакомпания.

## Эпоха Pacific Air Lines
С середины 1950-х «Юго-западная» авиакомпания фактически обслуживала значительную часть тихоокеанского побережья США, поэтому 6 марта 1958 года она была переименована в «Тихоокеанские воздушные линии» (англ. Pacific Air Lines). Подвергся изменению и логотип: вместо землянистого оттенка, который ассоциировался с пустыней Мохаве, в которой авиакомпания фактически зародились, были применены более яркие цвета. Чтобы клиенты ошибочно не приняли Pacific Air Lines за совсем новую, которая только появилась, в 1959 году в рекламе авиакомпании появился слоган «17-й год работы по расписанию» (англ. 17th year of scheduled service). Как и другие региональные авиаперевозчики в стране, Pacific была субсидирована.
В 1959 году флот компании пополнился 14-ю поддержанными Martin 4-0-4, которые уже имели герметичный фюзеляж; преимущественно они поступали из флота TWA. Тогда же начали поступать и новые турбовинтовые Fairchild F-27A (выпускаемая в США лицензионная копия голландского Fokker F27). В 1960 году начался процесс постепенного вывода DC-3 из эксплуатации, который был завершён в 1962 году; в марте 1964 года из состава флота были выведены и Martin 2-0-2. Летом 1964 года Pacific обслуживала только самолётами F-27 весь маршрут «Рино — Лейк-Тахо — Сакраменто — Сан-Франциско — Сан-Хосе — Фресно — Бейкерсфилд — Бербанк — Лос-Анджелес — Сан-Диего» (полёты в Рино и Сан-Диего авиакомпания начала в 1962 году, в Лейк-Тахо — в 1964). В апреле 1967 году были выведены из эксплуатации и Martin 4-0-4, которые однако продолжали числиться во флоте; Pacific Air Lines теперь эксплуатировала только самолёты с газотурбинными двигателями.
Когда в 1964 году компания-лоукостер PSA сделала заказ на партию новейших региональных реактивных Boeing 727-100, Pacific решила не отставать в борьбе за пассажиров и 13 сентября 1965 году объявила о заказе на 6 аналогичных самолётов, ожидая их получения в 1968 году. Также ещё два B727 были взяты в лизинг, после чего началась их эксплуатация прежде всего на маршруте «Сан-Франциско — Монтерей — Санта-Барбара — Лос-Анджелес»; позже реактивные самолёты стали летать и в другие города Калифорнии, а также в Неваду. Однако фактически эксплуатация этих авиалайнеров на маршрутах Pacific, в отличие от PSA, оказалась убыточна, в результате чего чистая прибыль упала с 700 337 $ в 1965 году до 150 716 $, поэтому оба самолёта были переданы National Airlines. Также была попытка заказать более экономичные B727-200, однако в Pacific они так и не успели поступить.
В 1967 году Pacific Air Lines отметилась и противоречивой рекламой, в которой делала акцент на боязни полётов, но при этом завлекала людей на свои самолёты наличием различных талисманов удачи, как например кроличья лапка. Эта реклама однако считается одной из самых честных.
Однако к тому времени жёсткая конкуренция, особенно с лоукостером Pacific Southwest Airlines и United Air Lines, привела к тому, что в середине 1967 года руководство Pacific Air Lines приняло решение о слиянии с другими местными авиакомпаниями в регионе — Bonanza Air Lines (BAL) и West Coast Airlines (WCA). В результате переговоров 17 апреля 1968 года стороны заключили соглашение о слиянии, которое было завершено к 1 июля. По факту Bonanza и West Coast влились в Pacific, после чего компания получила новое имя — Air West (в 1970 году была переименована в Hughes Air West).

## Флот
- Douglas DC-3/C-47 — 11 самолётов
- Martin 4-0-4 — 11 самолётов
- Martin 2-0-2 — 7 самолётов
- Fairchild F-27A — 13 самолётов
- Boeing 727-100 — 3 самолёта

## Происшествия
Southwest Airways
- 6 апреля 1951 года — Douglas DC-3C борт NC63439 (заводской номер — 20229) выполнял пассажирский рейс «Сан-Франциско — Лос-Анджелес», но при следовании из Санта-Марии в Санта-Барбару экипаж не стал соблюдать безопасную высоту 4000 футов (1220 метров), в результате чего самолёт на высоте 2740 фут (835 метров) врезался в склон хребта Санта-Инез. Погибли все находившиеся на борту 22 человека — 19 пассажиров и 3 члена экипажа. Причина снижения под безопасную высоту так и не была установлена[5].

Pacific Air Lines
- 26 октября 1959 года — Douglas DC-3 борт N67589 (заводской номер — 19656) выполнял пассажирский рейс «Лос-Анджелес — Сан-Франциско», когда при следовании из Санта-Марии в Пасо-Роблес вскоре после взлёта произошёл отказ и пожар левого двигателя. В сложившейся ситуации экипаж был вынужден совершить аварийную посадку на местности близ аэропорта. В происшествии погиб второй пилот, остальные находившиеся на борту 19 человек (17 пассажиров и 2 члена экипажа) выжили[6].
- 31 июля 1961 года — Douglas DC-3 (номер неизвестен) выполнял пассажирский рейс «Чико — Сан-Франциско», когда ещё на стоянке на аэродроме к самолёту подбежал человек, который из револьвера застрелил билетёра, а после ворвавшись в кабину он потребовал взлетать. Получив отказ, безбилетник застрелил командира, после чего был скручен вторым пилотом при поддержке пассажиров[7].
- 7 мая 1964 года — Fairchild F-27A борт N2770R (заводской номер — 36) выполнял пассажирский рейс «Рино — Сан-Франциско», когда вскоре после вылета из Стоктона на полпути к Сан-Франциско один из пассажиров — 27-летний филиппинец Франсиско Паула Гонсалес (англ. Francisco Paula Gonzales), — встал и прошёл в кабину, где из пронесённого с собой револьвера расстрелял пилотов, после чего направил самолёт вниз и застрелился сам. Неуправляемый авиалайнер на огромной скорости отвесно врезался в землю близ Сан-Рамона. В катастрофе погибли все находившиеся на борту 44 человека — 41 пассажир (включая убийцу) и 3 члена экипажа. Как оказалось, убийца-самоубийца испытывал серьёзные финансовые трудности, а накануне он приобрёл несколько страховых полисов на общую сумму 105 тысяч долларов, тем самым надеясь за счёт своей смерти хоть обеспечить финансами собственную жену[8].